# Унчани
Унчани су насељено мјесто у општини Двор, у Банији, Сисачко-мославачка жупанија, Република Хрватска.

## Историја
Унчани су се од распада Југославије до августа 1995. године налазили у Републици Српској Крајини.

## Становништво
На попису становништва 2011. године, Унчани су имали 189 становника.
| Националност       | 1991. | 1981. | 1971. | 1961. |
| Хрвати             | 268   | 276   |       |       |
| Срби               | 91    | 112   |       |       |
| Југословени        | 13    | 18    |       |       |
| остали и непознато | 11    | 1     |       |       |
| Укупно             | 383   | 407   | '     | '     |

| Демографија | Демографија | Демографија |
| Година      | Становника  | Становника  |
| ----------- | ----------- | ----------- |
| 1981.       | 407         |             |
| 1991.       | 383         |             |
| 2001.       | 261         |             |
| 2011.       |             | 189         |

## Попис 1991.
На попису становништва 1991. године, насељено место Унчани је имало 383 становника, следећег националног састава:
| Попис 1991.‍  | Попис 1991.‍  | Попис 1991.‍ | Попис 1991.‍ | Попис 1991.‍ |
| ------------ | ------------ | ----------- | ----------- | ----------- |
|              |              |             |             |             |
| Хрвати       | Хрвати       |             | 268         | 69,97%      |
| Срби         | Срби         |             | 91          | 23,75%      |
| Југословени  | Југословени  |             | 13          | 3,39%       |
| неопредељени | неопредељени |             | 5           | 1,30%       |
| непознато    | непознато    |             | 6           | 1,56%       |
| укупно: 383  |              |             |             |             |